# Pre-mRNA
El mRNA precursor o pre-mRNA, també anomenat hnRNA (de l'anglès heterogeneous nuclear RNA), és un àcid ribonucleic missatger immadur de cadena senzilla que encara no ha estat sotmès a modificacions post-transcripcionals. El pre-mRNA és sintetitzat a partir del DNA motlle al nucli cel·lular per transcripció. Un cop el pre-mRNA ha estat completament processat, es parla de mRNA madur o simplement «mRNA».
L'existència del pre-mRNA eucariota com a tal és realment breu, tan sols fins que és plenament processat a mRNA. Els pre-mRNAs inclouen dos tipus diferents de seqüències, els exons i els introns. Els exons són segments que es mantindran en l'mRNA final, mentre que els introns són eliminats durant el procés anomenat empalmament, per mitjà del complex de tall i unió (excepte pels introns capaços d'autoeliminar-se per auto-empalmament). Modificacions postranscripcionals addicionals als extrems del pre-mRNA intervenen en la maduració d'aquest pre-mRNA. Per exemple, l'addició a l'extrem 5' de 7-metilguanosina i la cua poli-A. Quan una cadena pre-mRNA ha estat adequadament processada fins a la seqüència de mRNA, aquesta s'exporta fora el nucli i al citoplasma es tradueix a proteïna gràcies a l'acció dels ribosomes.